# Akaki Chubutia
Akaki Chubutia (georgiska: აკაკი ხუბუტია) född 17 mars 1986 i Tbilisi, är en georgisk fotbollsspelare som för närvarande spelar för Zemplín Michalovce i Slovakien. Chubutia har tidigare spelat för de litauiska klubbarna FBK Kaunas, FK Nevėžis, FK Šilutė och FC Vilnius. Utöver klubblagsspel spelar Chubutia även för Georgiens herrlandslag i fotboll och han har hittills gjort 20 landskamper sedan debuten år 2010.